# British Academy Film Awards 2015

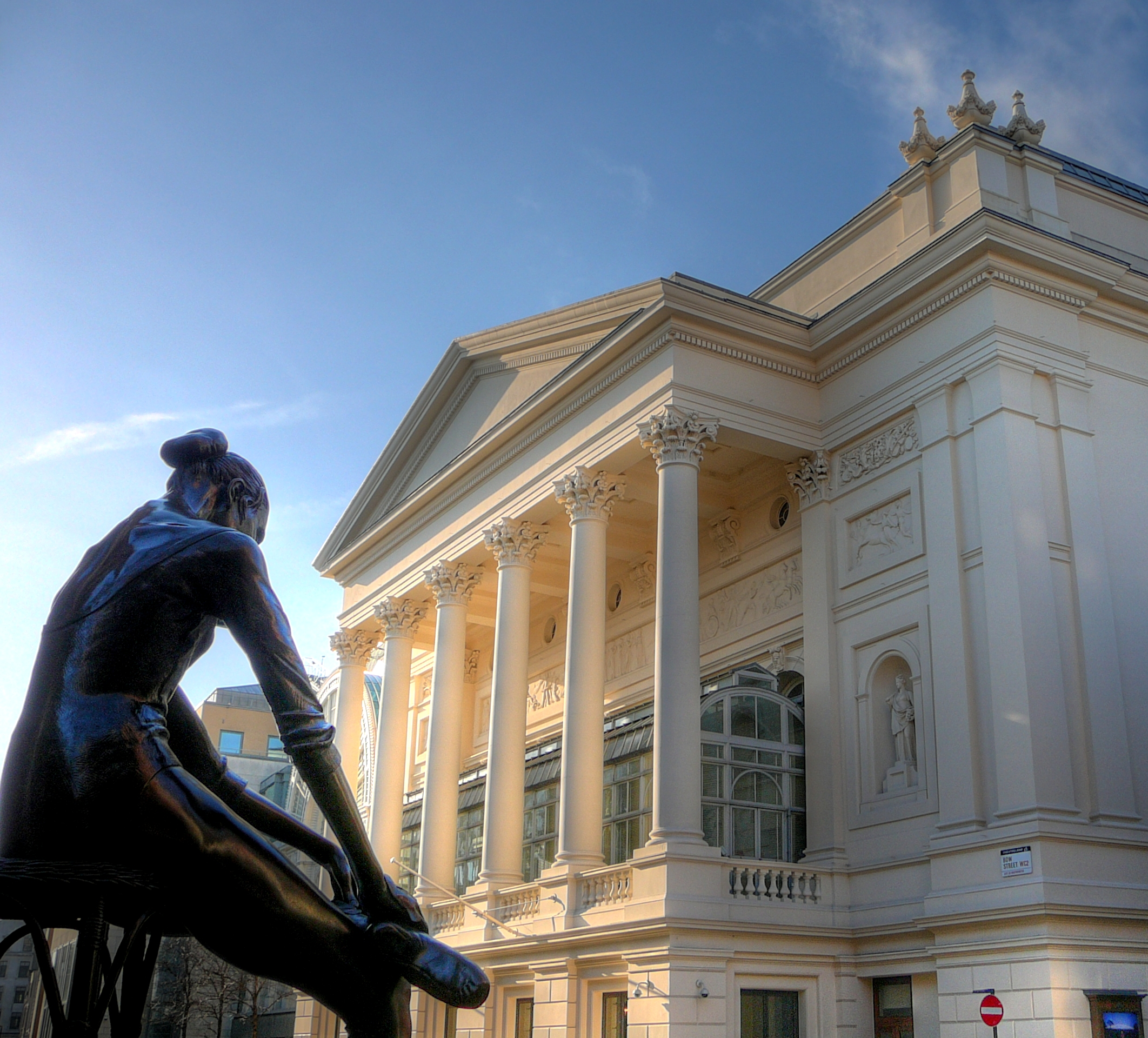
Das Royal Opera House in London, seit 2007 Veranstaltungsort der Verleihung

Die 68. Verleihung der British Academy Film Awards fand am 8. Februar 2015 im Royal Opera House in London statt, um die besten Filme des Jahres 2014 zu ehren. Die Filmpreise der British Academy of Film and Television Arts (BAFTA) wurden in 23 Kategorien verliehen, hinzu kamen ein Publikumspreis und drei Ehrenpreise. Gastgeber der Veranstaltung war erneut der britische Schauspieler und Moderator Stephen Fry, der bereits zum zehnten Mal diese Funktion übernahm.
Die Nominierungen für die British Academy Film Awards wurden am 9. Januar 2015 bekanntgegeben. Die meisten Nominierungen erhielt Wes Andersons Tragikomödie Grand Budapest Hotel mit elf Nennungen, gefolgt von Alejandro González Iñárritus Film Birdman oder (Die unverhoffte Macht der Ahnungslosigkeit) und dem Filmdrama Die Entdeckung der Unendlichkeit des britischen Regisseurs James Marsh mit jeweils zehn Nennungen. Neben diesen drei Filmen waren Richard Linklaters Drama Boyhood und Morten Tyldums Historiendrama The Imitation Game – Ein streng geheimes Leben als bester Film nominiert.
| Film                                                      | N  | A |
| --------------------------------------------------------- | -- | - |
| Grand Budapest Hotel                                      | 11 | 5 |
| Birdman oder (Die unverhoffte Macht der Ahnungslosigkeit) | 10 | 1 |
| Die Entdeckung der Unendlichkeit                          | 10 | 3 |
| The Imitation Game – Ein streng geheimes Leben            | 9  | 0 |
| Boyhood                                                   | 5  | 3 |
| Whiplash                                                  | 5  | 3 |
| Interstellar                                              | 4  | 1 |
| Mr. Turner – Meister des Lichts                           | 4  | 0 |
| Nightcrawler – Jede Nacht hat ihren Preis                 | 4  | 0 |
| Pride                                                     | 3  | 1 |
| American Sniper                                           | 2  | 0 |
| Big Eyes                                                  | 2  | 0 |
| Foxcatcher                                                | 2  | 0 |
| Gone Girl – Das perfekte Opfer                            | 2  | 0 |
| Guardians of the Galaxy                                   | 2  | 0 |
| Ida                                                       | 2  | 1 |
| Into the Woods                                            | 2  | 0 |
| Paddington                                                | 2  | 0 |
| ’71                                                       | 2  | 0 |
| Under the Skin                                            | 2  | 0 |

## Preisträger und Nominierungen

### Bester Film
Boyhood – Richard Linklater, Cathleen Sutherland
Birdman oder (Die unverhoffte Macht der Ahnungslosigkeit) (Birdman or (The Unexpected Virtue of Ignorance)) – Alejandro González Iñárritu, John Lesher, James W. Skotchdopole
Die Entdeckung der Unendlichkeit (The Theory of Everything) – Tim Bevan, Eric Fellner, Lisa Bruce, Anthony McCarten
Grand Budapest Hotel (The Grand Budapest Hotel) – Wes Anderson, Scott Rudin, Steven M. Rales, Jeremy Dawson
The Imitation Game – Ein streng geheimes Leben (The Imitation Game) – Nora Grossman, Ido Ostrowsky, Teddy Schwarzman

### Bester britischer Film
Die Entdeckung der Unendlichkeit (The Theory of Everything) – James Marsh, Tim Bevan, Eric Fellner, Lisa Bruce, Anthony McCarten
’71 – Yann Demange, Angus Lamont, Robin Gutch, Gregory Burke
The Imitation Game – Ein streng geheimes Leben (The Imitation Game) – Morten Tyldum, Nora Grossman, Ido Ostrowsky, Teddy Schwarzman, Graham Moore
Paddington – Paul King, David Heyman
Pride – Matthew Warchus, David Livingstone, Stephen Beresford
Under the Skin – Jonathan Glazer, James Wilson, Nick Wechsler, Walter Campbell

### Beste Regie
Richard Linklater – Boyhood
Wes Anderson – Grand Budapest Hotel (The Grand Budapest Hotel)
Alejandro González Iñárritu – Birdman oder (Die unverhoffte Macht der Ahnungslosigkeit) (Birdman or (The Unexpected Virtue of Ignorance))
Damien Chazelle – Whiplash
James Marsh – Die Entdeckung der Unendlichkeit (The Theory of Everything)

### Bester Hauptdarsteller
Eddie Redmayne – Die Entdeckung der Unendlichkeit (The Theory of Everything)
Benedict Cumberbatch – The Imitation Game – Ein streng geheimes Leben (The Imitation Game)
Ralph Fiennes – Grand Budapest Hotel (The Grand Budapest Hotel)
Jake Gyllenhaal – Nightcrawler – Jede Nacht hat ihren Preis (Nightcrawler)
Michael Keaton – Birdman oder (Die unverhoffte Macht der Ahnungslosigkeit) (Birdman or (The Unexpected Virtue of Ignorance))

### Beste Hauptdarstellerin
Julianne Moore – Still Alice – Mein Leben ohne Gestern (Still Alice)
Amy Adams – Big Eyes
Felicity Jones – Die Entdeckung der Unendlichkeit (The Theory of Everything)
Rosamund Pike – Gone Girl – Das perfekte Opfer (Gone Girl)
Reese Witherspoon – Der große Trip – Wild (Wild)

### Bester Nebendarsteller
J. K. Simmons – Whiplash
Steve Carell – Foxcatcher
Ethan Hawke – Boyhood
Edward Norton – Birdman oder (Die unverhoffte Macht der Ahnungslosigkeit) (Birdman or (The Unexpected Virtue of Ignorance))
Mark Ruffalo – Foxcatcher

### Beste Nebendarstellerin
Patricia Arquette – Boyhood
Keira Knightley – The Imitation Game – Ein streng geheimes Leben (The Imitation Game)
Rene Russo – Nightcrawler – Jede Nacht hat ihren Preis (Nightcrawler)
Imelda Staunton – Pride
Emma Stone – Birdman oder (Die unverhoffte Macht der Ahnungslosigkeit) (Birdman or (The Unexpected Virtue of Ignorance))

### Bestes adaptiertes Drehbuch
Anthony McCarten – Die Entdeckung der Unendlichkeit (The Theory of Everything)
Gillian Flynn – Gone Girl – Das perfekte Opfer (Gone Girl)
Jason Hall – American Sniper
Paul King – Paddington
Graham Moore – The Imitation Game – Ein streng geheimes Leben (The Imitation Game)

### Bestes Originaldrehbuch
Wes Anderson – Grand Budapest Hotel (The Grand Budapest Hotel)
Armando Bó junior, Alexander Dinelaris, Jr. Nicolás Giacobone, Alejandro González Iñárritu – Birdman oder (Die unverhoffte Macht der Ahnungslosigkeit)
Damien Chazelle – Whiplash
Dan Gilroy – Nightcrawler – Jede Nacht hat ihren Preis (Nightcrawler)
Richard Linklater – Boyhood

### Beste Kamera
Emmanuel Lubezki – Birdman oder (Die unverhoffte Macht der Ahnungslosigkeit) (Birdman or (The Unexpected Virtue of Ignorance))
Hoyte van Hoytema – Interstellar
Ryszard Lenczewski, Łukasz Żal – Ida
Dick Pope – Mr. Turner – Meister des Lichts (Mr. Turner)
Robert D. Yeoman – Grand Budapest Hotel (The Grand Budapest Hotel)

### Bestes Szenenbild
Anna Pinnock, Adam Stockhausen – Grand Budapest Hotel (The Grand Budapest Hotel)
Nathan Crowley, Gary Fettis – Interstellar
Suzie Davies, Charlotte Watts – Mr. Turner – Meister des Lichts (Mr. Turner)
Maria Djurkovic, Tatiana Macdonald – The Imitation Game – Ein streng geheimes Leben (The Imitation Game)
Rick Heinrichs, Shane Vieau – Big Eyes

### Bestes Kostümdesign
Milena Canonero – Grand Budapest Hotel (The Grand Budapest Hotel)
Colleen Atwood – Into the Woods
Jacqueline Durran – Mr. Turner – Meister des Lichts (Mr. Turner)
Steven Noble – Die Entdeckung der Unendlichkeit (The Theory of Everything)
Sammy Sheldon – The Imitation Game – Ein streng geheimes Leben (The Imitation Game)

### Beste Maske(Best Make-up and Hair)
Frances Hannon – Grand Budapest Hotel (The Grand Budapest Hotel)
Christine Blundell, Lesa Warrener – Mr. Turner – Meister des Lichts (Mr. Turner)
Peter Swords King, J. Roy Helland – Into the Woods
Jan Sewell – Die Entdeckung der Unendlichkeit (The Theory of Everything)
David White, Elizabeth Yianni-Georgiou – Guardians of the Galaxy

### Beste Filmmusik
Alexandre Desplat – Grand Budapest Hotel (The Grand Budapest Hotel)
Jóhann Jóhannsson – Die Entdeckung der Unendlichkeit (The Theory of Everything)
Mica Levi – Under the Skin
Antonio Sánchez – Birdman oder (Die unverhoffte Macht der Ahnungslosigkeit) (Birdman or (The Unexpected Virtue of Ignorance))
Hans Zimmer – Interstellar

### Bester Schnitt
Tom Cross – Whiplash
Douglas Crise, Stephen Mirrione – Birdman oder (Die unverhoffte Macht der Ahnungslosigkeit) (Birdman or (The Unexpected Virtue of Ignorance))
John Gilroy – Nightcrawler – Jede Nacht hat ihren Preis (Nightcrawler)
Jinx Godfrey – Die Entdeckung der Unendlichkeit (The Theory of Everything)
William Goldenberg – The Imitation Game – Ein streng geheimes Leben (The Imitation Game)
Barney Pilling – Grand Budapest Hotel (The Grand Budapest Hotel)

### Bester Ton
Thomas Curley, Craig Mann, Ben Wilkins – Whiplash
Bub Asman, Walt Martin, Alan Robert Murray, John T. Reitz, Gregg Rudloff – American Sniper
Aaron Glascock, Martín Hernández, Frank A. Montaño, Jon Taylor, Thomas Varga – Birdman oder (Die unverhoffte Macht der Ahnungslosigkeit)
Stuart Hilliker, Martin Jensen, John Midgley, Lee Walpole – The Imitation Game – Ein streng geheimes Leben (The Imitation Game)
Wayne Lemmer, Christopher Scarabosio, Pawel Wdowczak – Grand Budapest Hotel (The Grand Budapest Hotel)

### Beste visuelle Effekte
Scott Fisher, Paul Franklin, Ian Hunter, Andrew Lockley – Interstellar
Nicolas Aithadi, Stéphane Ceretti, Jonathan Fawkner, Paul Corbould – Guardians of the Galaxy
Daniel Barrett, Dan Lemmon, Joe Letteri, Erik Winquist – Planet der Affen: Revolution (Dawn of the Planet of the Apes)
David Clayton, Joe Letteri, Eric Saindon, R. Christopher White – Der Hobbit: Die Schlacht der Fünf Heere (The Hobbit: The Battle of the Five Armies)
Tim Crosbie, Lou Pecora, Richard Stammers, Cameron Waldbauer – X-Men: Zukunft ist Vergangenheit (X-Men: Days of Future Past)

### Bester Animationsfilm
The LEGO Movie – Phil Lord, Chris Miller
Baymax – Riesiges Robowabohu (Big Hero 6) – Don Hall, Chris Williams
Die Boxtrolls (The Boxtrolls) – Graham Annable, Anthony Stacchi

### Bester animierter Kurzfilm
The Bigger Picture – Christopher Hees, Daisy Jacobs, Jennifer Majka
Monkey Love Experiments – Will Anderson, Cameron Fraser, Ainslie Henderson
My Dad – Marcus Armitage

### Bester Kurzfilm
Boogaloo und Graham (Boogaloo and Graham) – Ronan Blaney, Brian J. Falconer, Michael Lennox
Emotional Fusebox – Michael Berliner, Rachel Tunnard
Slap – Islay Bell-Webb, Michelangelo Fano, Nick Rowland
The Kármán Line – Campbell Beaton, Tiernan Hanby, Dawn King, Oscar Sharp
Three Brothers – Matthieu de Braconier, Aleem Khan, Stephanie Paeplow

### Bester Dokumentarfilm
Citizenfour – Laura Poitras, Mathilde Bonnefoy, Dirk Wilutzky
20 Feet from Stardom – Morgan Neville, Caitrin Rogers, Gil Friesen
20.000 Days on Earth – Iain Forsyth, Jane Pollard
Finding Vivian Maier – John Maloof, Charlie Siskel
Virunga – Orlando von Einsiedel, Joanna Natasegara

### Bester fremdsprachiger Film
Ida, Polen – Paweł Pawlikowski, Eric Abraham, Piotr Dzięcioł, Ewa Puszczyńska
Leviathan (Левиафан), Russland – Andrei Swjaginzew, Oleksandr Rodnjanskyj, Serkey Melkumov
Lunchbox (Dabba), Indien/Deutschland/Frankreich – Ritesh Batra, Anurag Kashyap, Guneet Monga, Arun Rangachari
Trash, Brasilien – Tim Bevan, Stephen Daldry, Eric Fellner, Kris Thykier
Zwei Tage, eine Nacht (Deux jours, une nuit), Belgien/Frankreich/Italien – Jean-Pierre Dardenne, Luc Dardenne, Denis Freyd

### Bestes Debüt eines britischen Drehbuchautors, Regisseurs oder Produzenten
Stephen Beresford (Drehbuch), David Livingstone (Produktion) – Pride
Gregory Burke (Drehbuch), Yann Demange (Regie) – ’71
Elaine Constantine (Regie und Drehbuch) – Northern Soul
Paul Katis (Regie und Produktion), Andrew de Lotbiniere (Produktion) – Kajaki
Houng Khaou (Regie und Drehbuch) – Lilting

## Publikumspreis

### Beste darstellerische Nachwuchsleistung(EE Rising Star Award)
Der EE Rising Star Award ist ein Publikumspreis, der Preisträger wurde durch eine telefonische Abstimmung ermittelt.
Jack O’Connell
Gugu Mbatha-Raw
Margot Robbie
Miles Teller
Shailene Woodley

## Ehrenpreise

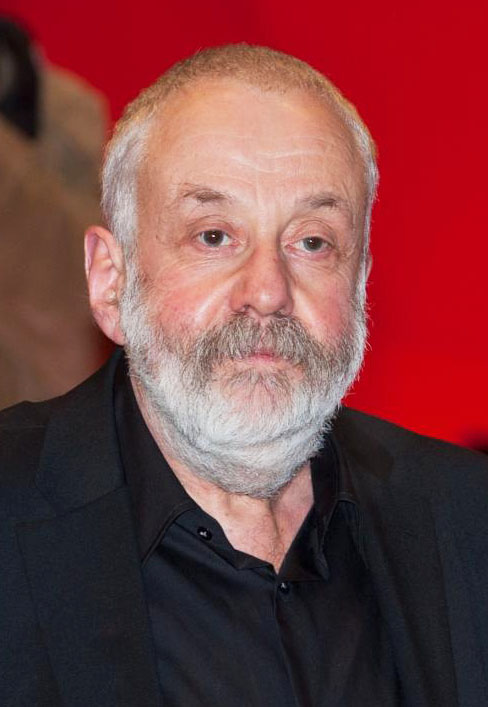
Mike Leigh, Academy Fellow von 2015

### Academy Fellowship
- Mike Leigh – britischer Filmregisseur

### Outstanding British Contribution to Cinema
- BBC Films – britische Filmproduktionsgesellschaft

### Special Award
- Billy Williams – britischer Kameramann